# Cavaso del Tomba
Cavaso del Tomba est une commune italienne de la province de Trévise, dans la région Vénétie.

## Administration
| Période                                  | Période | Identité       | Étiquette | Qualité |
| ---------------------------------------- | ------- | -------------- | --------- | ------- |
|                                          |         | Massimo Damini |           |         |
| Les données manquantes sont à compléter. |         |                |           |         |

### Communes limitrophes
Alano di Piave, Castelcucco, Monfumo, Pederobba, Possagno